# Kima atra
Kima atra – gatunek pająka z rodziny skakunowatych.
Gatunek ten opisany został w 2000 roku przez Wandę Wesołowską i Anthony’ego Russella-Smitha na podstawie okazów odłowionych w Mkomazi Game Reserve.
Jest to smukły pająk upodobniony wyglądem do mrówki. Karapaks ma długości od 2,7 do 3 mm, ubarwiony ciemnobrązowo, o siateczkowanej i punktowanej okolicy oczu. Z nadustka sterczą w przód długie, brązowe szczecinki. Ząbki, w liczbie dwóch, występują tylko na przedniej krawędzi szczękoczułków. Na długim łączniku znajduje się mały wyrostek koło karapaksu. Podługowata, przewężona w pobliżu środka opistosoma ma długość 2,8 do 3,3 mm u samców oraz 4 mm u samic, czarniawobrązowy wierzch, czarny spód i pokrycie z błyszczących włosków. Przednie kądziołki przędne są żółtawoszare, a tylne czarne. Nogogłaszczki samca cechuje obecność dwóch spłaszczonych apofiz goleniowych i bruzda na tegulum, u nasady embolusa. Na epigyne samicy występują dwa małe otwory kopulacyjne, a jej tylny brzeg jest pośrodku wcięty.
Pająk afrotropikalny, znany tylko z Tanzanii.